# إبدال صرفي

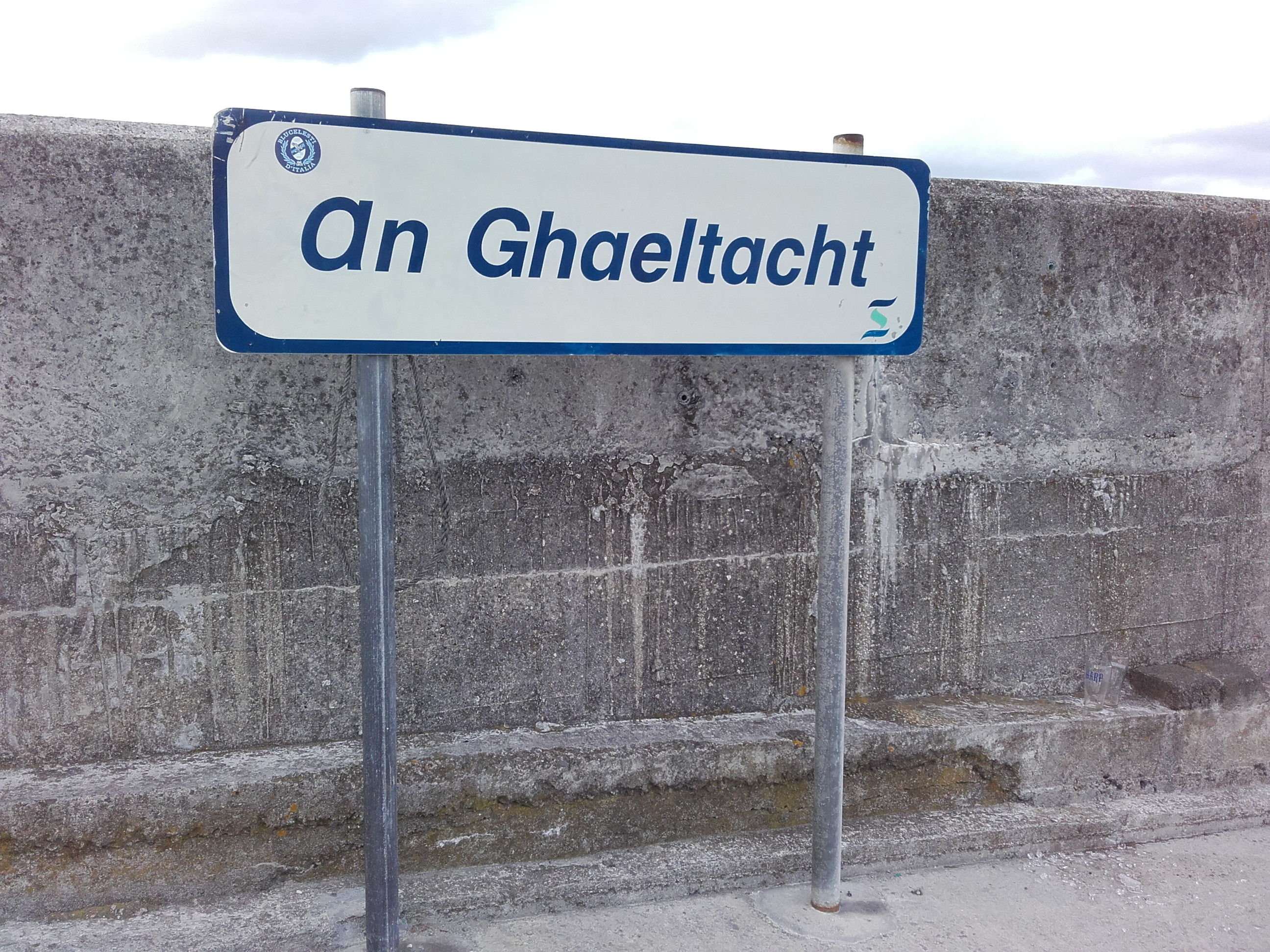

الإبدال الصرفي هو إبدال حرف مكان آخر لضرورة لفظية: إما لتسهيل النطق أو لمجاراة الصيغة الشائعة، وهو إبدال مطرد ضروري عند جميع العرب، ويقع في حروف معينة يجمعها قولهم «طال يوم أنجدته».

## تعاريف
الإبدال في الاصطلاح جعل حرف مكان حرف آخر مطلقا، فخرج بقيد المكان العوض؛ فإنه قد يكون في غير مكان المعوض عنه كتاء عدة وهمزة ابن، وبقيد الإطلاق القلب؛ فإنه مختص بحروف العلة. اهـ تصريح. ومقتضاه أن الإبدال يجري في جميع الحروف
- الإبدال في شرح بن عقيل:

أحرف الإبدال هدأت موطيا. فأبدل الهمزة من واو ويا
آخرا أثر ألف زيد وفي. فاعل ما أعل عينا ذا اقتفى
هذا الباب عقده المصنف لبيان الحروف التي تبدل من غيرها إبدالا شائعا وهي تسعة أحرف جمعها المصنف رحمه الله تعالى في قوله هدأت موطيا ومعنى هدأت سكنت وموطيا اسم فاعل من أوطأت الرحل إذا جعلته وطيئا لكنه خفف همزته بإبدالها ياء لانفتاحها وكسر ما قبلها.
(المجلد الرابع –ص -210)
- حروف الإعلال في كتاب النحو الوافي:

المسألة 182: أحرف الإبدال. وضوابطه
ينحصر «الإبدال الصرفي اللازم»1 في تسعة أحرف؛ يبدل بعضها من بعض؛ هي: «الهاء، الدال، الهمزة، التاء، الميم، الواو، الطاء، الياء، الألف». وقد جمعها بعض النحاة في قوله: «هدأت موطيا»
(المجلد الرابع –ص -761)
- حروف الإبدال في كتاب حاشية الصبان علي شرح الاشموني:

الغرض من هذا الباب بيان الحروف التي تبدل من غيرها إبدالا شائعا لغير إدغام؛ فإن إبدال الإدغام لا ينظر إليه في هذا الباب؛ لأنه يكون في جميع حروف المعجم إلا الألف،
أحرف الإبدال هدأت موطيا فأبدل الهمزة من واو ويا
(المجلد الرابع –ص -390)
- باب الإبدال كتاب أوضح المسالك إلى ألفية ابن مالك

الأحرف التي تبدل من غيرها إبدالا شائعا2 لغير إدغام3 تسعة؛ يجمعها «هدأت موطيا». وخرج بقولنا «شائعا»؛ نحو قولهم في «أصيلان»، تصغير أصيل، على غير قياس4، وفي «اضطجع»، وفي نحو «علي» في الوقف: اصيلال
- باب الإبدال كتاب الموجز في قواعد اللغة العربية

والأحراف التي يقاس وضعها غيرها عشرة جمعت في هاتين الكلمتين «هدأت موطيا»، منها ثلاثة حروف علة سمعوا إبدالها إعلالا. (المجلد 1–ص -412)
- كتاب سيبويه:

(هذا باب اطراد الإبدال في الفارسية) يبدلون من الحرف الذي بين الكاف والجيم الجيم لقربها منها ولم يكن من إبدالها بد لأنها ليست من حروفهم وذلك نحو الجربز والآجر والجورب | وربما أبدلوا القاف لأنها قريبة أيضا قال بعضهم قربز وقالوا كربق وقربق | ويبدلون مكان آخر الحرف الذي لا يثبت في كلامهم إذا وصلوا الجيم وذلك نحو كوسه وموزه لأن هذه الحروف تبدل وتحذف في كلام الفرس همزة مرة وياء مرة أخرى فلما كان هذا الآخر لا يشبه أواخر كلامهم صار بمنزلة حرف ليس من حروفهم وأبدلوا الجيم لأن الجيم قريبة من الياء وهي من حروف البدل والهاء قد تشبه الياء ولأن الياء أيضا قد تقع آخرة فلما كان كذلك أبدلوها منها كما أبدلوها من الكاف وجعلوا الجيم أولى لأنها قد أبدلت من الحرف الأعجمي الذي بين الكاف والجيم فكانوا عليها أمضى | وربما أدخلت القاف عليها كما أدخلت عليها في الأول فأشرك بينهما وقال بعضهم كوسق وقالوا كربق وقالوا قربق. (المجلدالرابع–ص -305)
كتاب النحو العصر:
وقد شرحها وعنده 9 حروف هدأت موطيا
(جزاء 1- ص -283)